# Carles Lluís de Hohenlohe-Langenburg
Carles Lluís I de Hohenlohe-Langenburg (en alemany Karl Ludwig, Fürst zu Hohenlohe-Langenburg) va néixer a Langenburg el 10 de setembre de 1762 i va morir a la mateixa ciutat el 4 d'abril de 1825. Era fill de Cristià Albert (1726-1789) i de la princesa Carolina de Stolberg-Gedern (1731-1796). A part de les seves qualitats com a governant va destacar com a apassionat de la música.

## Matrimoni i fills
El 30 de gener de 1789 es va casar a Klitschdorf amb Amàlia Enriqueta de Solms-Baruth (1768−1847), filla de Joan Cristià II de Solms-Baruth (1733-1800) i de Frederica Lluïsa de Reuss Kostritz (1749-1798). El matrimoni va tenir tretze fills: 
- Lluïsa, nascuda i morta el 1789.
- Elisabet (1790-1830), casada Víctor Amadeu de Hessen-Rotenburg (1779-1834).
- Constança (1792-1847), casada amb Francesc Josep de Hohenlohe-Schillingsfürst (1787-1841).
- Emília (1793-1859), casada amb Frederic Lluís de Castell-Castell (1791-1875).
- Ernest (1794−1860), casat amb la princesa Feodora de Leiningen (1807−1872).
- Frederic Guillem, nascut i mort el 1797.
- Maria Enriqueta, nascuda i morta el 1798.
- Lluïsa (1799-1881), casada amb Adolf de Hohenlohe-Ingelfingen (1797-1873).
- Joana Enriqueta (1800-1877), casada amb Emili Cristià d'Erbach-Schönberg (1789-1829).
- Maria Agnès (1804-1835), casada amb Constantí de Löwenstein-Wertheim-Rosenberg (1802-1838).
- Gustau Enric (1806-1861).
- Helena (1807-1880), casada amb Eugeni de Württemberg (1788-1857)
- Enric (1810-1830).

## Bobiografia
- Franz Josef Fürst zu Hohenlohe-Schillingsfürst: Monarchen – Edelleute – Bürger. Die Nachkommen des Fürsten Carl Ludwig zu Hohenlohe-Langenburg 1762–1825. 2. Auflage. Degener & Co., Neustadt a. d. Aisch 1963 (Bibliothek familiengeschichtlicher Arbeiten. Band 13)